# Mateja Logar
Mateja Logar, slovenska zdravnica - infektologinja, * 1970.
Obiskovala je Srednjo naravoslovno-matematično šolo v Celju (danes Gimnazija Lava na Šolskem centru Celje). Po premišljanju med študijem matematike in medicine se je odločila za slednjo. Specializacijo je opravila na ljubljanski infekcijski kliniki, kjer je pristala kot mlada raziskovalka, nato pa se tam tudi zaposlila. Deluje kot specialistka infektologinja za infekcijske bolezni in vročinska stanja. Poleg tega je petinsko zaposlena tudi na Medicinski fakulteti Univerze v Ljubljani.
Marca 2021 je bila imenovana za vodjo strokovne svetovalne skupine za COVID-19, nasledila je Bojano Beović.